# Давидов, Алексей Августович
 Алексей Августович Давидов (23 марта (4 апреля) 1867, Москва, Российская империя — 6 марта 1940, Берлин, Нацистская Германия) — российский композитор и виолончелист, позже банкир, промышленник и предприниматель.

## Биография
Родился 23 марта (4 апреля) 1867 года (по другим источникам, 23 августа) в Москве, в семье математика и механика, профессора Августа Юльевича Давидова.
В 1891 году окончил физико-математический факультет Петербургского университета. Одновременно, в 1887—1891 годах он учился в Петербургской консерватории по классам Вержбиловича (виолончель) и Римского-Корсакова (композиция). В 1891 году получил конкурсную премию Беляева за струнный квартет.
Стал одним из учредителей и членом (с 1894) Петербургского общества музыкальных собраний, в 1896—1897 годах — его председатель. Участвовал в постановке опер «Псковитянка» и «Борис Годунов».
Вступил в государственную службу 1 июля 1892 года: был младшим помощником столоначальника Особенной канцелярии по кредитной части Министерства финансов в чине коллежского секретаря. Службу в Министерстве финансов оставил в чине надворного советника и перешёл в Ведомство учреждений императрицы Марии Фёдоровны, где занял пост почётного блюстителя профессиональных курсов Ксенинского института и 1 января 1913 года получил чин действительного статского советника.
С конца 1890-х — доверенный правления Санкт-Петербургского международного коммерческого банка. С 1909 по 1916 год — председатель правления и директор Санкт-Петербургского частного коммерческого банка. Был членом и председателем правлений многих связанных с банком предприятий золотопромышленной, каменноугольной, машиностроитроительной и других отраслей. Входил в правление «Общества электрического освещения 1886 г.», правление общества «Электрическая Сила», строившего электростанции в Баку. Был председателем правления Общества Ораниенбаумской электрической железной дороги. Как глава Частного банка, действовавшего совместно с Русско-Азиатским банком, участвовал в создании монополистических объединений. Входил в совет фондового отдела Петербургской биржи. Незадолго до первой мировой войны купил имение в Орловской губернии за 500 тысяч рублей.
После 1917 года находился в эмиграции. В Берлине 24 февраля 1922 года он присоединился к масонам, стал членом «Ложи Великого Света Севера» и числился в списках ложи до 1929 года.
Умер в 1940 году в Берлине. Похоронен на кладбище Тегель.

## Семья
- Первая жена (с 1895 года) — княжна Тамара Евгеньевна Эристова.
- Вторая жена — Евгения Платоновна Эдуардова (1882—1960), балерина, артистка императорских театров.
- Сын — Юрий (Георгий) (1897—?)
- Дочь — Кира (1900—?)
- Дочь — Татьяна (1902—?)

## Сочинения
- Опера «Потонувший колокол» (1900 год).
- Опера «Сестра Биатриса».
- Секстет для струнных, опус 12, посвящён брату Ивану[3]